# MACD

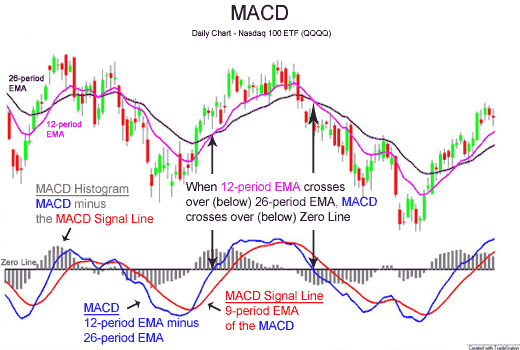
MACD(12,26,9)가 표시된 주가 데이터의 예시. 파란색 선은 주가의 12일 지수이동평균과 26일 지수이동평균의 차이이다. 빨간색 선은 MACD의 9일 지수이동평균의 시그널이다. 막대 그래프는 파란색 선과 빨간색 선의 차이값으로 오실레이터이다.

MACD는 이동평균 수렴확산 지수(移動平均 收斂擴散 指數, 영어: moving average convergence divergence)의 약자로 1970년대 후반에 제럴드 아펠(Gerald Appel)이 만든 주가의 기술적 분석에 사용되는 지표이다. MACD는 주가 추세의 강도, 방향, 모멘텀 및 지속 시간의 변화를 나타내도록 설계되었다.
MACD는 과거의 가격 데이터(대부분 증가)로부터 계산된 세 가지 시계열의 모음이다. 이러한 세 가지 시계열은 MACD 고유의 "신호", "평균", "확산"이다. MACD는 장기 지수이동평균과 단기 지수이동평균 간의 차이이다. 평균은 MACD 자체의 지수이동평균이다.

## 같이 보기
- 이동평균
- 이동평균선
- 기술적 분석